# Paraguay címere

Paraguay címere

Paraguay címere ötágú sárga csillag egy kék korongon, amelyet alul nemzeti színű szalaggal átkötött babérkoszorú vesz körül. Ez a csillag a Dél-Amerikában hagyományos szabadságjelkép, az ún. Május Napja. Az embléma felett az ország neve olvasható egy széles, vörös szalagon. A címer megtalálható a zászló egyik oldalán is.